# Зетьово (област Стара Загора)
 Тази статия е за селото в област Стара Загора.  За другото българско село с това име вижте Зетьово (област Бургас).  
Зèтьово е село в Южна България, община Чирпан, област Стара Загора.

## География
Село Зетьово се намира на около 38 km юг-югозападно от областния център Стара Загора и 6 km югоизточно от общинския център Чирпан. Разположено е в Старозагорското поле на Горнотракийската низина. Надморската височина в центъра на селото е около 170 m. Климатът е преходно-континентален. Преобладаващите почви в землището на селото са смолници.
В землището на Зетьово има два микроязовира. В по-големия от тях, северозападно край Зетьово, е възможен риболов. Западно край селото тече Селска река, която на около 4 km на юг се влива в река Марица.
Минаващият през селото третокласен републикански път III-663 води на северозапад към град Чирпан, а на изток през село Целина и град Меричлери – към Димитровград.
Землището на село Зетьово граничи със землищата на: град Чирпан на север; село Ценово на североизток и изток; село Златна ливада на югоизток; село Сталево на югоизток; село Скобелево на юг; село Караджалово на югозапад; село Добри дол на запад.
Числеността на населението на село Зетьово по данните от преброяванията от 1934 г. насам се променя както следва:
| \| Година на преброяване \| Численост \| \| --------------------- \| --------- \| \| 1934 \| 2526 \| \| 1946 \| 2752 \| \| 1956 \| 2516 \| \| 1965 \| 2278 \| \| 1975 \| 2138 \| \| 1985 \| 1964 \| \| 1992 \| 1743 \| \| 2001 \| 1526 \| \| 2011 \| 1233 \| \| 2021 \| 1094 \| |           |
| Година на преброяване | Численост |
| 1934 | 2526      |
| 1946 | 2752      |
| 1956 | 2516      |
| 1965 | 2278      |
| 1975 | 2138      |
| 1985 | 1964      |
| 1992 | 1743      |
| 2001 | 1526      |
| 2011 | 1233      |
| 2021 | 1094      |

Етническият състав на населението по численост и дял на етническите групи според преброяването през 2011 г. е:
| Етнически групи     | Численост | Дял (в %) |
| Общо                | 1233      | 100       |
| Българи             | 1040      | 84,35     |
| Турци               | ...       | ...       |
| Цигани              | 138       | 11,19     |
| Други               | ...       | ...       |
| Не се самоопределят | ...       | ...       |
| Не отговорили       | 47        | 3,81      |

## История
Сведения за селото има от Османското владичество.
След Руско-турската война 1877 – 1878 г. по Берлинския договор 1878 г. селото – тогава с име Енище (на турски: Enişten, Enişte), остава в Източна Румелия; присъединено е към България след Съединението 1885 г. Село Енище е преименувано на Зетьово през 1906 г.
Църквата „Възнесение Господне“ с аязмо (старата църква на селото) е построена през 1872 – 1874 г.; известна е и под името „Свети Спас“. Дължината ѝ е 10 m, ширината 7 m и височината 5 m. Изградена е от ломен камък; аязмото е вътре под самата църква. Църквата се намира в близост до манастира „Свети Атанасий“ край съседното село Златна ливада.
Основно училище „Отец Паисий“ в село Енище (Зетьово) е създадено през 1881 г. През учебната 1970 – 1971 г. към училището в Зетьово преминават и училищата от селата Ценово, Целина и Златна ливада. През 1981 г. на 100-годишния си юбилей училището е наградено с орден „Кирил и Методий“ І степен.
Читалище „Селски будилник“ в село Енище (Зетьово) е създадено на 15.01.1906 г.
Кредитна кооперация „Съгласие“ в село Енище (Зетьово) е създадена през 1904 г. като Взаимно спомагателно дружество „Съгласие“- село Енище. През 1923 г. променя наименованието си на Кредитна кооперация „Съгласие“- село Зетьово с предмет на дейност – да кредитира членовете си за стопанските им нужди, да стимулира спестовността им. Кооперацията организира снабдяването на населението с промишлени стоки, изкупува и продава селскостопанските произведения, открива мелници, млекопреработвателни и консервни работилници и други. Архивна документация за кооперацията има до 1958 г.
Трудово кооперативно земеделско стопанство „Бяло поле“ в село Зетьово е учредено през 1950 г. Основната дейност на стопанството отначало е зърнопроизводство, памукопроизводство и животновъдство, но от 1952 г. започна усилено засаждане на овощни градини, които до 1958 г. достигат близо 100 ha. През 1959 г. стопанството влиза в състава на ОТКЗС (Обединено ТКЗС) с център Зетьово. След няколко организационни промени стопанството – отново като самостоятелно ТКЗС – през 1992 г. е обявено в ликвидация и през 1995 г. е прекратено. Прекратяването е в съответствие с разпоредби в ЗСПЗЗ, по които дейността на ликвидационните съвети е прекратена и стопанството се заличава в регистъра на окръжния съд.

## Обществени институции
Село Зетьово към 2025 г. е център на кметство Зетьово.
В село Зетьово към 2025 г. има:
- действащо читалище „Селски будилник 1906“;[20][21]
- действащо общинско основно училище „Отец Паисий“;[22]
- православна църква „Света Богородица“;[23]
- Детска градина „Снежанка";[24]
- пощенска станция.[25]

## Природни и културни забележителности
Части от землището на село Зетьово попадат в обхвата на:
- Защитената зона по директивата за птиците[26] „Марица Първомай“.[27]
- Защитената зона по директивата за местообитанията[28] „Река Марица“.[29]

## Други
Празникът на селото е на 24 май. Тогава се провежда и родов събор.

## Личности
- Господин Йорданов (1934 – 1994), български строител, герой на социалистическия труд;
- Янка Иванова, народна певица (родена през 1949 г.), „Царицата на сватбарската песен“.[30]